# 中苏石油股份公司独山子职工子弟学校旧址
中苏石油股份公司独山子职工子弟学校旧址是新疆工业历史上首所子弟学校——中苏石油股份公司独山子职工子弟学校的教学楼，旧址现为新疆维吾尔自治区文物保护单位、中国工业遗产保护名录项目“独山子油矿、克拉玛依油田”的主要遗存之一。

## 相关历史

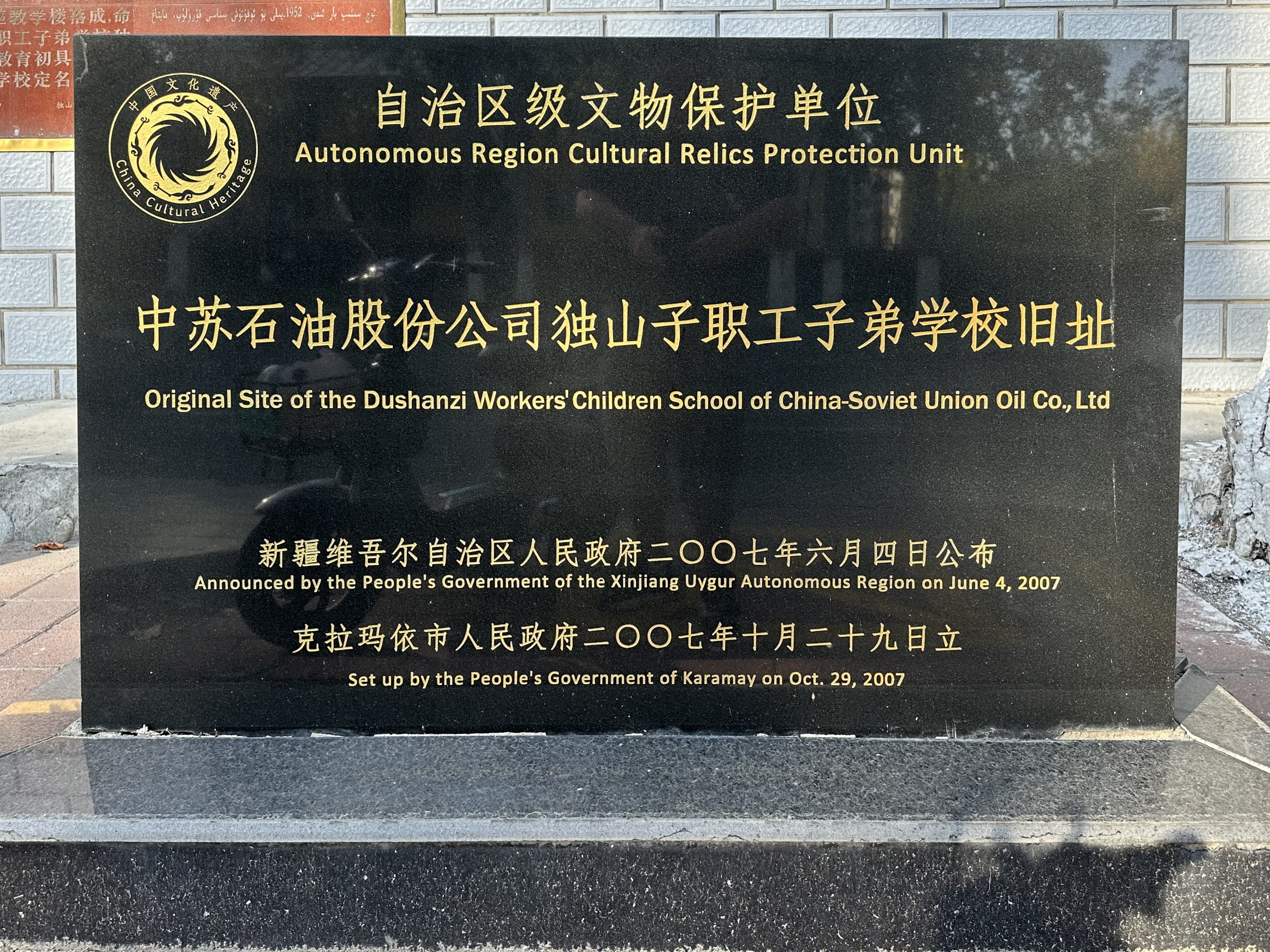
中苏石油股份公司独山子职工子弟学校旧址是新疆维吾尔自治区文物保护单位

中华民国大陆时期，独山子炼油厂曾创办过一所小学，但民国三十一年（1942年）便停办。此后20年，独山子并没有公办小学。直到1951年，中苏石油股份公司独山子矿务局为解决石油职工的子女上学问题，将独山子二区的一处图书室改作教室。同一年，经新疆省教育厅批准后，开始筹备成立中苏石油股份公司独山子职工子弟学校。1952年，中苏石油股份公司独山子职工子弟学校正式成立。同时，因独山子炼油厂的扩建，石油职工子弟中适龄儿童数量随之增加，所以独山子矿务局开始为其修建新的教学楼。教学楼建成后，教学楼南侧的教室为苏联专家子女上课的教室，北侧的教室为石油职工子女上课的教室。1958年，独山子职工子弟学校更名为独山子第一小学，该建筑自此40余年作为独山子第一小学的教学楼使用。进入21世纪后，独山子第一小学从该址迁出。此后，旧址建筑物改作独山子石化总厂动力公司办事处使用，由独山子石化总厂动力公司负责管理和维护。
2007年，新疆维吾尔自治区人民政府将中苏石油股份公司独山子职工子弟学校旧址列入第六批新疆维吾尔自治区文物保护单位。2018年，中苏石油股份公司独山子职工子弟学校旧址作为项目“独山子油矿、克拉玛依油田”的主要遗存之一，入选首批中国工业遗产保护名录。

## 文物形制
中苏石油股份公司独山子职工子弟学校旧址位于中华人民共和国新疆维吾尔自治区克拉玛依市独山子区喀什路，为坐西朝东的二层苏式建筑，建筑平面为“凹”字型。建筑长36米，宽超26米，高约8米，占地面积954平方米。旧址建筑外墙为米黄色。建筑屋顶为红色铁皮顶，背面开有拱形天窗。建筑内共21件房屋。